# Unione Sportiva Mestrina 1979-1980
Questa voce raccoglie le informazioni riguardanti l'Unione Sportiva Mestrina nelle competizioni ufficiali della stagione 1979-1980.

## Rosa
| N. |                   | Ruolo | Calciatore          |
| -- | ----------------- | ----- | ------------------- |
|    | Italia (bandiera) | D     | Lorenzo Berti       |
|    | Italia (bandiera) | A     | Edi Bivi            |
|    | Italia (bandiera) | C     | Bruno Bragarolo     |
|    | Italia (bandiera) | P     | Giuseppe Cappelesso |
|    | Italia (bandiera) | C     | Emilio Da Re        |
|    | Italia (bandiera) | A     | Paolo Dri           |
|    | Italia (bandiera) | A     | Costantino Fava     |
|    | Italia (bandiera) | D     | Luigi Fiore         |
|    | Italia (bandiera) | C     | Massimo Frassinella |
|    | Italia (bandiera) | C     | Livio Gallio        |
|    | Italia (bandiera) | A     | Claudio Lovison     |

| N. |                   | Ruolo | Calciatore              |
| -- | ----------------- | ----- | ----------------------- |
|    | Italia (bandiera) | D     | Eraldo Mancin           |
|    | Italia (bandiera) | D     | Maurizio Manetti        |
|    | Italia (bandiera) |       | Manieri                 |
|    | Italia (bandiera) | C     | Luciano Orati           |
|    | Italia (bandiera) | C     | Silvano Petronagri      |
|    | Italia (bandiera) | P     | Renato Piccoli          |
|    | Italia (bandiera) | C     | Luigi Pregnolato        |
|    | Italia (bandiera) | D     | Massimo Sartor          |
|    | Italia (bandiera) | A     | Luciano Speggiorin (II) |
|    | Italia (bandiera) | D     | Gianfranco Trevisanello |
|    | Italia (bandiera) | D     | Diego Turola            |

## Risultati

### Campionato

#### Girone di andata
| 30 settembre 1979 1ª giornata | Arona | 2 – 1 | Mestrina |  |

| 7 ottobre 1979 2ª giornata | Mestrina | 0 – 0 | Rhodense |  |

| 14 ottobre 1979 3ª giornata | Mestrina | 1 – 2 | Venezia |  |

| 21 ottobre 1979 4ª giornata | Pro Patria | 1 – 1 | Mestrina |  |

| 28 ottobre 1979 5ª giornata | Mestrina | 3 – 1 | Conegliano |  |

| 4 novembre 1979 6ª giornata | Aurora Desio | 0 – 0 | Mestrina |  |

| 11 novembre 1979 7ª giornata | Modena | 0 – 0 | Mestrina |  |

| 18 novembre 1979 8ª giornata | Mestrina | 0 – 0 | Adriese |  |

| 25 novembre 1979 9ª giornata | Bolzano | 0 – 2 | Mestrina |  |

| 2 dicembre 1979 10ª giornata | Mestrina | 0 – 0 | Seregno |  |

| 9 dicembre 1979 11ª giornata | Padova | 1 – 0 | Mestrina |  |

| 16 dicembre 1979 12ª giornata | Mestrina | 2 – 1 | Pordenone |  |

| 30 dicembre 1979 13ª giornata | Carpi | 0 – 1 | Mestrina |  |

| 6 gennaio 1980 14ª giornata | Monselice | 1 – 3 | Mestrina |  |

| 13 gennaio 1980 15ª giornata | Mestrina | 2 – 1 | Legnano |  |

| 20 gennaio 1980 16ª giornata | Fanfulla | 1 – 1 | Mestrina |  |

| 27 gennaio 1980 17ª giornata | Mestrina | 2 – 2 | Trento |  |

#### Girone di ritorno
| 3 febbraio 1980 18ª giornata | Mestrina | 2 – 0 | Arona |  |

| 10 febbraio 1980 19ª giornata | Rhodense | 0 – 0 | Mestrina |  |

| 17 febbraio 1980 20ª giornata | Venezia | 1 – 1 | Mestrina |  |

| 24 febbraio 1980 21ª giornata | Mestrina | 3 – 0 | Pro Patria |  |

| 2 marzo 1980 22ª giornata | Conegliano | 1 – 2 | Mestrina |  |

| 9 marzo 1980 23ª giornata | Mestrina | 2 – 0 | Aurora Desio |  |

| 16 marzo 1980 24ª giornata | Mestrina | 1 – 1 | Modena |  |

| 23 marzo 1980 25ª giornata | Adriese | 2 – 0 | Mestrina |  |

| 30 marzo 1980 26ª giornata | Mestrina | 3 – 0 | Bolzano |  |

| 13 aprile 1980 27ª giornata | Seregno | 1 – 1 | Mestrina |  |

| 20 aprile 1980 28ª giornata | Mestrina | 2 – 1 | Padova |  |

| 27 aprile 1980 29ª giornata | Pordenone | 1 – 1 | Mestrina |  |

| 11 maggio 1980 30ª giornata | Mestrina | 2 – 0 | Carpi |  |

| 18 maggio 1980 31ª giornata | Mestrina | 0 – 0 | Monselice |  |

| 25 maggio 1980 32ª giornata | Legnano | 2 – 1 | Mestrina |  |

| 1º giugno 1980 33ª giornata | Mestrina | 1 – 0 | Fanfulla |  |

| 8 giugno 1980 34ª giornata | Trento | 3 – 0 | Mestrina |  |